# 大阪府立和泉支援学校
大阪府立和泉支援学校（おおさかふりつ いずみしえんがっこう）は、大阪府和泉市池上町にある特別支援学校。

## 設置学部
- 小学部
- 中学部
- 高等部

## 沿革
- 1978年4月1日 - 開校
- 1990年4月1日 - 堺市立百舌鳥養護学校内に分教室を設置
- 1992年4月1日 - 分教室を堺市立神石小学校神石分校跡に移転、神石分教室と改称
- 1998年7月22日 - 神石分教室を大阪府立泉北養護学校（現・大阪府立泉北高等支援学校）へ移転
- 1999年4月1日 - 大阪府立泉北養護学校を病弱養護学校から知的障害養護学校（高等部）に変更し、神石分教室を廃止（3月31日付）
- 2008年4月1日 - 学校名を「大阪府立和泉支援学校」に変更

## 通学区域
小学部・中学部
- 泉大津市
- 和泉市
- 高石市
- 忠岡町

高等部
- 堺市西区（堺市立上神谷支援学校、福泉中学校、鳳中学校の校区）
- 泉大津市
- 和泉市
- 高石市
- 忠岡町